# RYTHEMのリズパラ
RYTHEMのリズパラ（りずむのりずぱら）はFM OSAKAのラジオ番組。2人組コーラスデュオRYTHEMの冠番組。2007年7月12日から2008年7月31日まで放送。

## 概要
番組自体を、『リズ部』という学校のクラブ活動に見立てる。また番組コーナーを部内サークルとして同様に見立て、投稿を募集する。
以下のような部があった。
軽音楽部
実際に軽音楽部で活躍している人のメッセージを募る。また、音源を募集している。
ラ部
恋愛にまつわる相談事をなんでも受け付ける。
おバカ部
思わず笑ってしまうような体験を募集。
旅部
旅に関するリクエストを募る。要望が集まったら赤い風船の全面バックアップでその場所に行く。
エコ部
環境に関する事柄を取り上げていく。
ランキング部
リスナーによる何でもランキングを紹介。

## 放送時間
- 毎週木曜日 21:30 - 21:55

## その他
- 2007年9月27日 - 9月29日に『RYTHEMと楽しむ沖縄の旅』を実施した。